# Cerea
Cerea (Zerèa in veneto) è un comune italiano di 17 077 abitanti, con titolo di città, della provincia di Verona in Veneto.
Nel comune è localizzata l'Oasi Valle Brusà, dove sorge il sito palafitticolo Tombola, che fa parte del progetto seriale "Siti palafitticoli preistorici attorno alle Alpi", dal 2011 inserito nella Lista dei patrimoni dell'umanità in Italia dell'UNESCO.

## Geografia fisica

### Territorio
La città di Cerea si trova nel pieno della pianura della Bassa veronese. È situata in posizione sud-est rispetto alla città capoluogo di Verona, da cui dista 34 chilometri.

È vicina anche alle città di Mantova e Rovigo. La città ospita una piccola riserva naturale chiamata palude del Brusà. È inoltre attraversata dal fiume Menago. Comprende sei frazioni: Aselogna, Asparetto, Cherubine, Palesella, Santa Teresa e San Vito Martire.

### Clima
Il clima, come del resto quello dell'intera pianura veneta, è quello continentale. In estate le temperature sono elevate mentre in inverno sono rigide, l'umidità relativa è elevata durante tutto l'anno, specialmente nei mesi invernali, quando provoca il fenomeno delle nebbie, che si verificano per lo più a partire dal tramonto fino a mattina inoltrata.

## Origine del nome
Le ipotesi sull'origine del nome sono differenti, molteplici e varie.
Secondo alcuni deriva dal latino cerrus, "cerro" con l'aggiunta del suffisso -etum. Con "cerro" si intende l'albero delle Fagacee (Quercus cerris), una quercia con foglie caduche, oblunghe, profondamente lobate, e con frutti a ghianda dalle cupole caratteristiche ricoperte da squame (simili a ricci). Non è un caso se poi cerea sia conosciuta per i mobili di legno. Esiste un documento storico del 932 d.C., che cita un decreto dell'arcidiacono Epirando che concede agli abitanti di Acereta seu Cerete, di ricostruire le case del borgo. Il nome Acereta seu Cerete deriva probabilmente dal cerro, albero molto diffuso nel territorio e simbolo del comune.
Forse il nome latino del luogo era Ager Cereris, ossia "il campo di Cerere", poi tramutato nel medioevo in Acereta seu Cerete per la presenza degli alberi che occuparono i campi.
Un'altra ipotesi è che il nome sia stato dato al luogo quando alcuni membri del casato "Della Scala" ascesero al potere sulla città di Verona. Infatti, Mastino I della Scala che era già podestà di Cerea e vassallo di Santa Maria in Organo, col nome di Leonardino della Scala (poi Mastino), fu nominato in gran fretta nuovo podestà di Verona dal Comune veronese. La casata quindi comincerebbe la sua ascesa dal luogo chiamato "cerea" in memoria del passaggio di potere dagli Ezzelini e dell'ascesa del casato "Della Scala", dove il nome del luogo indicherebbe un saluto alla signoria. Infatti il saluto "cerea", più diffuso in passato in varie parti della penisola italiana e ancora in uso in Piemonte, deriva dall’espressione “Saluto alla Signoria Vostra”, con alterazione della parola “Signoria” che nel parlato popolare è diventata sereia, serea, molto simile al saluto veneziano sioria vostra o al saluto genovese scià. “Cerea” deriverebbe da serèa o «signoria» (zerèa in veneto), sere o «signore», regionale forma di saluto, in origine reverenziale, poi divenuta familiare, e rimasta in uso nel Piemonte. Analogamente “ciao” deriva dal veneziano “sciao” nel senso di “schiavo vostro”, quindi, cerea è un saluto alla “signoria”, usato come titolo di rispetto. E ritornando all’etimologia della parola, "cerea" deriverebbe dal greco per la palese somiglianza con la parola "caireo" che in greco significa “gioire/godere” oppure “buongiorno”; strascico dell’influenza greco-bizantina rimasta in Italia a seguito della caduta dell’Impero Romano d’Occidente.

## Storia

### Età del bronzo e Impero Romano
La storia della città di Cerea, risale al periodo del bronzo, sono di quest'epoca le tracce di insediamenti nella località "Tombola" e Santa Teresa in Valle nella zona del Castello del Tartaro, ormai scomparso.
La zona di Cerea, dopo un periodo in cui l'uomo sembra abbandonare la zona, diviene con la conquista da parte dell'Impero romano nodo importante di interscambio.
In questo periodo si diffonde anche l'agricoltura, grazie anche alla centuriazione del territorio introdotta dai Romani.

Con la fine dell'Impero, si susseguono saccheggi e devastazioni ad opera di barbari.

### Medioevo
Un documento storico del 932 d.C., cita un decreto dell'arcidiacono Epirando che concede agli abitanti di Acereta seu Cerete, Cerea nell'antichità di ricostruire le case del borgo. Il nome Acereta seu Cerete deriva probabilmente dal nome di cerro o acero, albero molto diffuso nel territorio e tuttora simbolo del comune.
Il feudo viene ceduto nel 1109 alla contessa Matilde di Canossa, nel 1147 alla chiesa maggiore di Verona, e nel 1180 al figlio del capitano del capoluogo dell'epoca per 1400 libbre. In questo stesso periodo nasce e vive a Cerea Paride da Cerea, noto cronista e notaio a cui è dedicata una delle vie principali della città.
A partire dal 1223, Cerea, si organizza in libero comune, e per la sua posizione di confine, viene a trovarsi al centro di dispute tra la Signoria di Mantova e Ezzelino III da Romano, degli Scaligeri di Verona, ed infine di Venezia. Nei primi anni del Cinquecento, il paese viene inizialmente distrutto da un incendio nato dalle battaglie della Lega di Cambrai, ed il secolo immediatamente successivo, viene flagellato dalla peste.

### Settecento
La rinascita di Cerea, avviene tramite gli investimenti dei signori di Venezia nel Settecento, che decidono di impiantare la coltivazione del riso nella zona.

A questo periodo risalgono le grandi case a corte che è ancora possibile scorgere all'interno del territorio comunale di Cerea e viene fuso il complesso di cinque Campane alla veronese posto sul campanile della parrocchiale.
Nello stesso secolo, nasce Anton Maria Lorgna (a cui è dedicata una via nel centro cittadino e il più alto palazzo della città), importante matematico; sul finire del secolo viene concessa la cittadinanza a Napoleone. Sempre nello stesso periodo, ha luogo un'importante battaglia tra le truppe napoleoniche francesi e le truppe austriache, e i caduti vengono sepolti in località "Crosaron", dove sorge una croce in pietra a ricordo del tragico evento.

### Ottocento
Agli inizi dell'Ottocento, viene inaugurata la Legnago-Mantova, e nel 1809 bande armate devastano il paese, distruggendo quasi tutti i più importanti documenti dell'archivio storico. Il 9 maggio 1830, nacque a Cerea uno dei 1089 garibaldini, Giuseppe Flessiati, morto nel 1861 a Legnago. Nel 1848 Cerea, è sede di scontri tra i patrioti italiani e l'esercito austriaco durante la Prima Guerra d’Indipendenza. Nel 1877, viene aperta la tratta Dossobuono-Legnago della ferrovia Verona-Rovigo e Cerea viene dotata di una stazione passeggeri. Nel 1886, entra in funzione la seconda linea ferroviaria passante per Cerea, la Mantova-Monselice.

### Novecento
Nella prima metà del Novecento vive ed opera a Cerea la famosa scrittrice per ragazzi Olga Visentini. Dal secondo dopoguerra in poi, specialmente a Cerea, ma anche in comuni circostanti, si è sviluppata una fiorente industria del mobile d'arte, il cui ideatore fu Giuseppe Merlin.

### Anni Duemila
Dal 2011, la zona della motta della Tombola all'interno dell'Oasi Valle Brusà, uno dei 111 siti archeologici palafitticoli localizzati sulle Alpi e nelle aree contigue, è entrata a far parte dei Patrimoni dell'umanità dell'UNESCO all'interno del sito sovranazionale denominato Siti palafitticoli preistorici attorno alle Alpi.

### Simboli
Lo stemma comunale è stato riconosciuto con DCG del 13 gennaio 1937.
Il gonfalone è stato concesso con regio decreto del 26 dicembre 1936. ed è costituito da un drappo di azzurro.

## Monumenti e luoghi d'interesse
Numerosi reperti risalenti all'epoca del bronzo sono stati rinvenuti in località Tombola ed al Castello del Tartaro. Uno dei maggiori reperti storico-artistici è un'ara rinvenuta nella cinquecentesca chiesa dei SS. Vito e Modesto, risalente al primo o secondo secolo d.C. Resti della civiltà romana possono essere ammirati anche nella Chiesa di San Zeno, eretta dalla contessa Matilde di Canossa nel 1109 ed impreziosita da affreschi del ‘300.

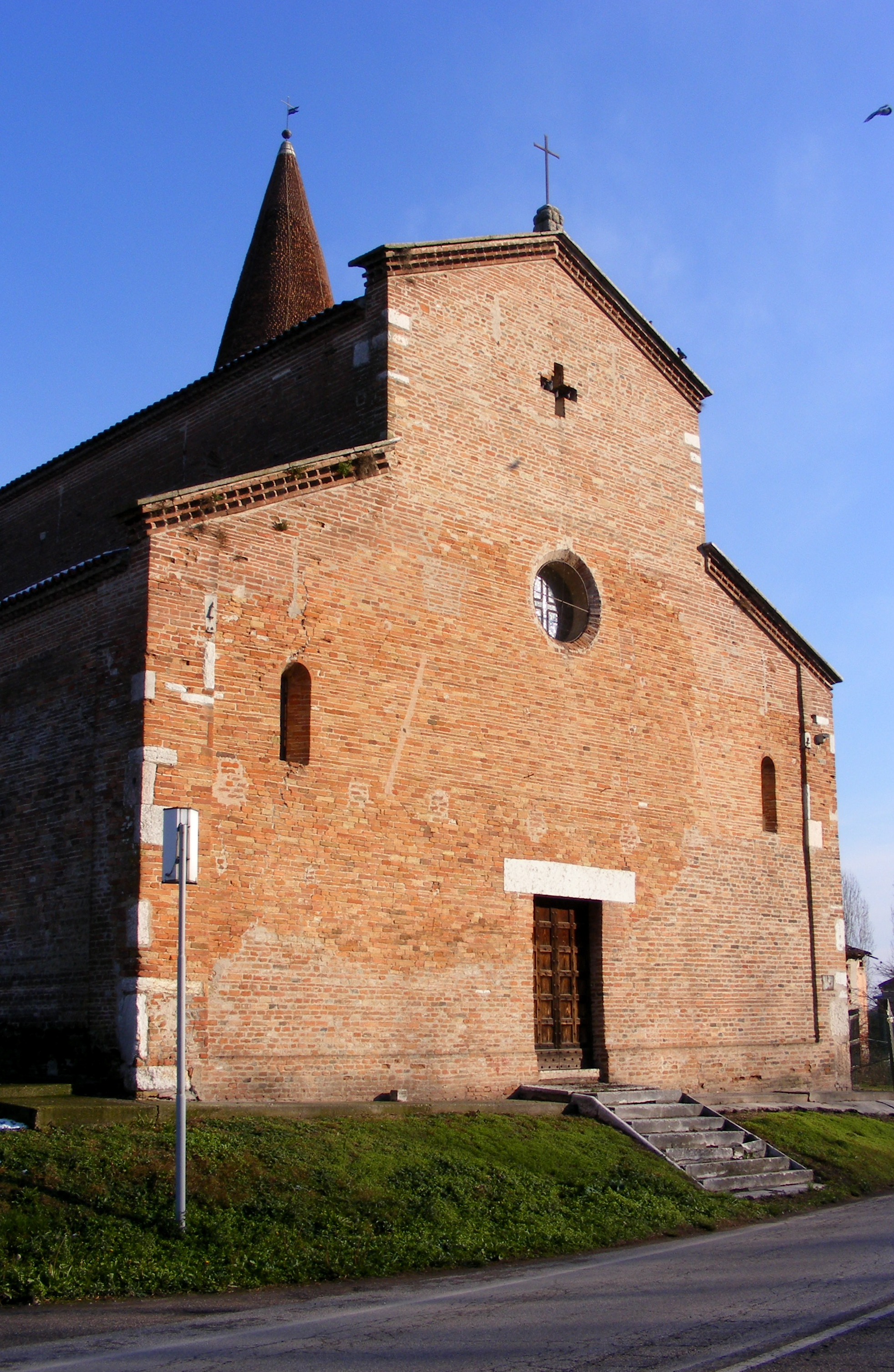
La chiesa romanica di San Zeno

Da ricordare, la Villa Bresciani sita in pieno centro cittadino, Villa Guastaverza sita in località Ramedello, entrambe cinquecentesche. In località Piatton, vicino al quartiere di San Zeno si trova la Villa Franco, ampiamente rimaneggiata in stile neoclassico un paio di secoli dopo la sua costruzione, attualmente di proprietà della famiglia Bertelè. In località Cà del Lago è presente la Villa Dionisi, costruita sui resti di una villa del ‘200, rimaneggiata nel ‘400, trasformata in villa barocca nel ‘600 e affrescata elegantemente.
Su una struttura del 1061, ed edificata nel ‘700 si trova il Duomo di Santa Maria Assunta in San Zeno. Sulla strada statale che porta a Legnago si trova la chiesetta della Beata Vergine, edificata nello stesso periodo. Sempre allo stesso periodo risalgono i palazzi Sommariva, Verità e Medici, tutti in centro cittadino. Del secolo successivo sono i palazzi Grigoli, Ormaneto in località Isolella, Guidorizzi, Villa Conti Cossali a Cherubine, Villa De Stefani ad Aselogna.

### Architetture religiose

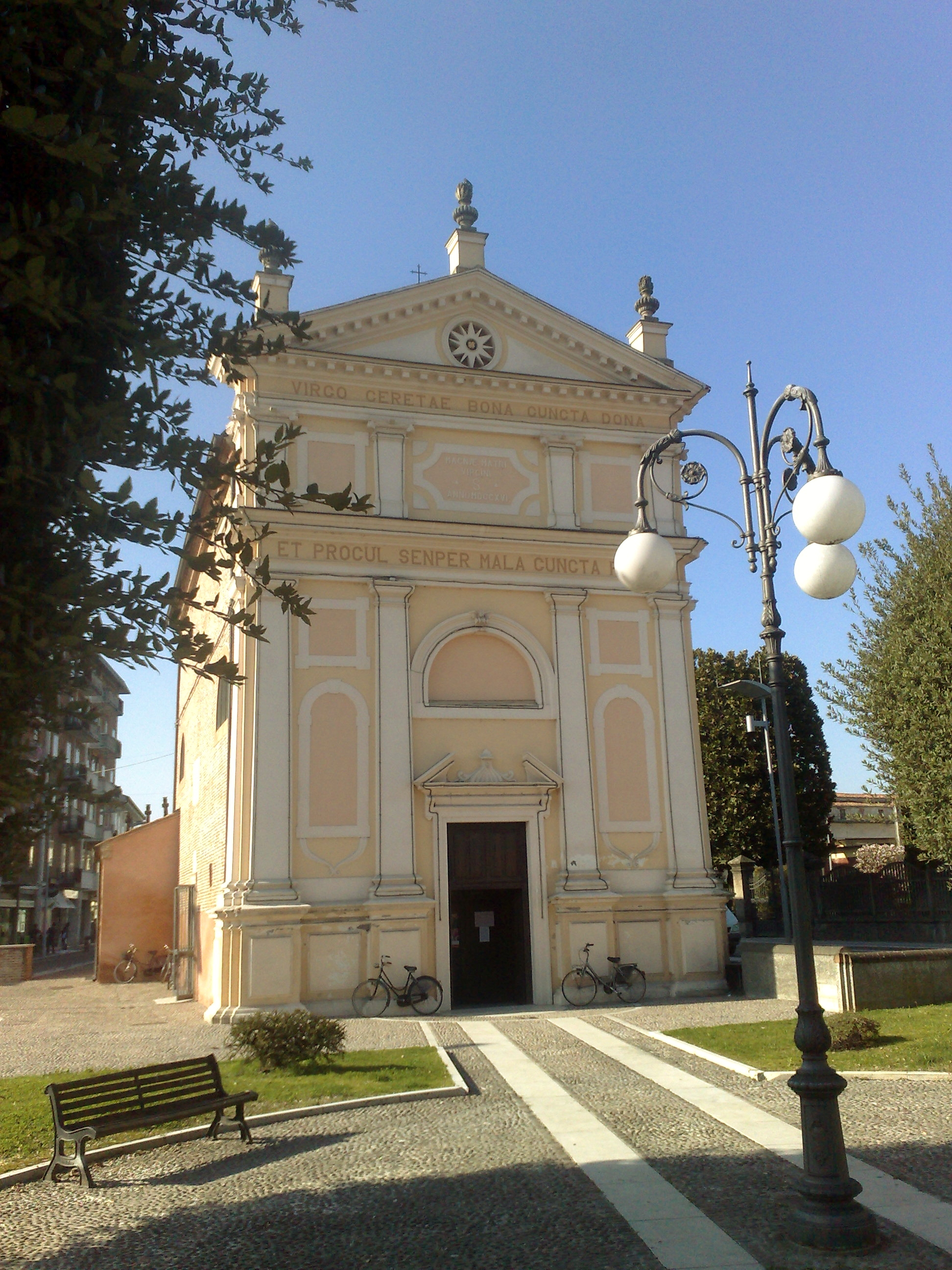
Oratorio della Beata Vergine dello Spasimo

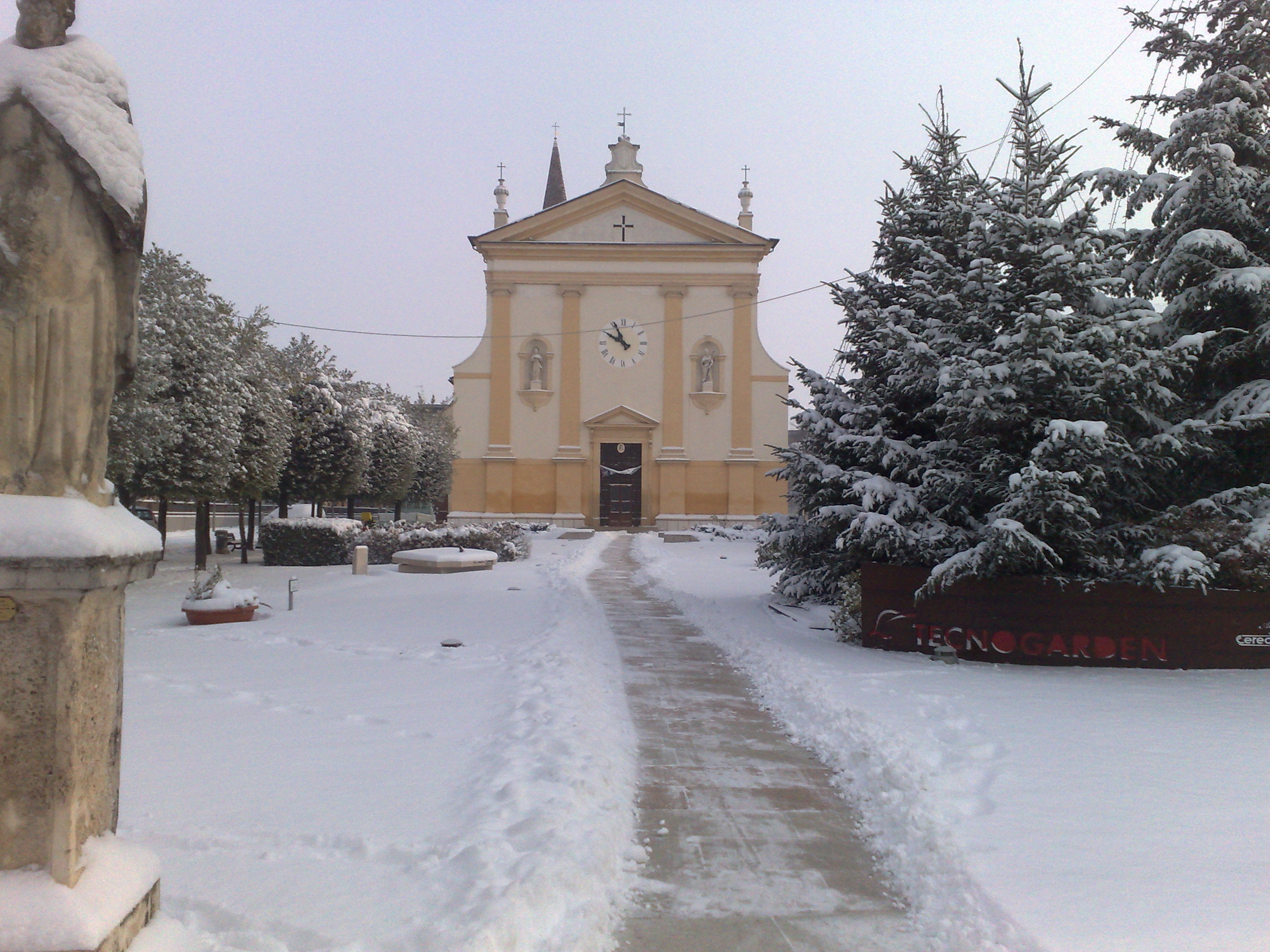
Chiesa di San Zeno in Santa Maria Assunta

- Chiesa romanica di San Zeno - XII secolo
- Chiesa di San Zeno in Santa Maria Assunta
- Chiesa della Beata Vergine dello Spasimo
- Chiesetta di Sant'Anna - XVII secolo
- Chiesa di San Nicolò - XVIII secolo
- Chiesa di San Vito Martire e Grotta di Lourdes - XX secolo

### Architetture civili

Villa Verità, Sparavieri

- Villa Barbaro Della Torre - XVI secolo
- Villa Medici Grigolli - XVII secolo
- Villa Franco-Bertelè detta "Il Piatton" - XVII secolo. Villa del XVII secolo famosa per la lapide che ricorda che i fratelli Franco furono banditi da Venezia su denuncia e pronunciamento del tribunale di Vicenza.
- Villa Dionisi - XVIII secolo
- Villa Guastaverza, Bottura - fine XVII secolo
- Villa Ormaneto - XIX secolo
- Villa Verità, Sparavieri - XVIII secolo

### Aree naturali
- Oasi Valle Brusà

A pochi passi dal centro cittadino, si estende un'oasi, dove vivono ancora incontrastate tutte le forme di vita tipiche delle Valli Grandi Veronesi.
- Parco comunale Prà della Fiera

Dietro la sede comunale, si estende il parchetto cittadino più grande di Cerea.
- Parco Le Vallette

Ultimo residuo, con l'Oasi Valle Brusà delle "Valli del Menago" antiche zone palustri.

## Società

### Evoluzione demografica
Abitanti censiti

La zona più popolosa del paese è il centro cittadino che conta circa 8.000 abitanti, seguono il quartiere di San Vito martire con 2.000, il villaggio Trieste (che comprende anche la Pelaloca) 1.500, San Zeno 1.000 residenti.
Gli altri abitanti sono sparsi tra le frazioni di Asparetto, Aselogna e Cherubine.

### Etnie e minoranze straniere
Al 31 dicembre 2020 erano residenti a Cerea 1 510 cittadini stranieri pari all'9,01% della popolazione. Le comunità più popolose erano:
- Marocco: 440
- Romania: 415
- Albania: 109
- Cina: 115
- Moldavia: 75
- Nigeria: 39
- Ucraina: 33
- India: 26
- Costa d'Avorio: 22
- Pakistan: 22
- Ghana: 21

## Cultura

### Istruzione
Oltre a diverse scuole per l'infanzia, cinque primarie e una scuola media, ha sede a Cerea l'istituto di istruzione superiore "Leonardo da Vinci", comprendente classi di liceo scientifico, liceo scientifico delle scienze applicate, liceo sportivo, e istituto tecnico commerciale.
Presso il Centro Civico di Cultura e Servizio Sociale ha sede la Biblioteca comunale "Bruno Bresciani".

### Musei
- Museo Civico "Artigianato del Legno". Presso l'Area Exp.
- Museo Aldo Morelato e Osservatorio sull'arte applicata al mobile. Presso Villa Dionisi Tacoli

### Cucina
Data l'abbondanza di territorio agricolo, i piatti tipici sono a base di carne di maiale come il "risotto col tastasal", le "morete", il salame nostrano ed il cotechino.

### Eventi
- Durante il periodo annuale, si svolgono numerosi eventi alla Fiera di Cerea.
- Ogni ottobre dal 2010, si svolge Blues Made In Italy, una fiera dedicata alla promozione e alla divulgazione musicale e culturale del genere di origine afroamericana.

## Economia
Principale risorsa economica è la produzione e riproduzione del Mobile d'Arte e in stile. Enorme l'indotto che fa da volano all'industria dell'arredamento.
Caposcuola e inventore di questa fiorente economia dei mobilieri è stato il Cavaliere Giuseppe Merlin nato ad Asparetto nel 1881 e scomparso nel 1964. Ha il merito, tra gli altri, anche di aver fatto nascere la prima scuola del Mobile d'arte, finanziata dal Ministero del lavoro e della previdenza sociale, nella sua bottega artigiana ad Asparetto. La scuola, fondata nel 1928, ha insegnato agli allievi che provenivano dai paesi vicini: Venera di Casaleone, Sanguinetto, Bovolone, Gazzo Veronese, San Pietro di Morubio.
Cerea fa parte dell'area di produzione del Riso Vialone Nano Veronese che viene coltivato nei paleoalvei del fiume Menago.

## Infrastrutture e trasporti

### Strade
Il centro di Cerea sorge a breve distanza dalla strada statale 434 Transpolesana, che congiunge Verona a Rovigo, ed è raggiunto dalla strada regionale 10 Padana Inferiore, che lo mette in connessione con Legnago, verso est, e Nogara e Mantova, verso ovest.
Il territorio cittadino è inoltre percorso dalle diverse strade provinciali:
- SP2 Legnaghese Destra, in direzione di Bovolone e Verona;
- SP44C di Angiari
- SP45 di Bonavicina
- SP45A dell'Ormeolo, verso Isola Rizza e Oppeano
- SP46 della Torretta, verso Aselogna e Torretta e fino al confine con la provincia di Rovigo
- SP46c di Aselogna
- SP47B della Ravagnana
- SP48 di Concamarise
- SP48A di Asparetto, dalla frazione Asparetto verso Sanguinetto

### Ferrovie

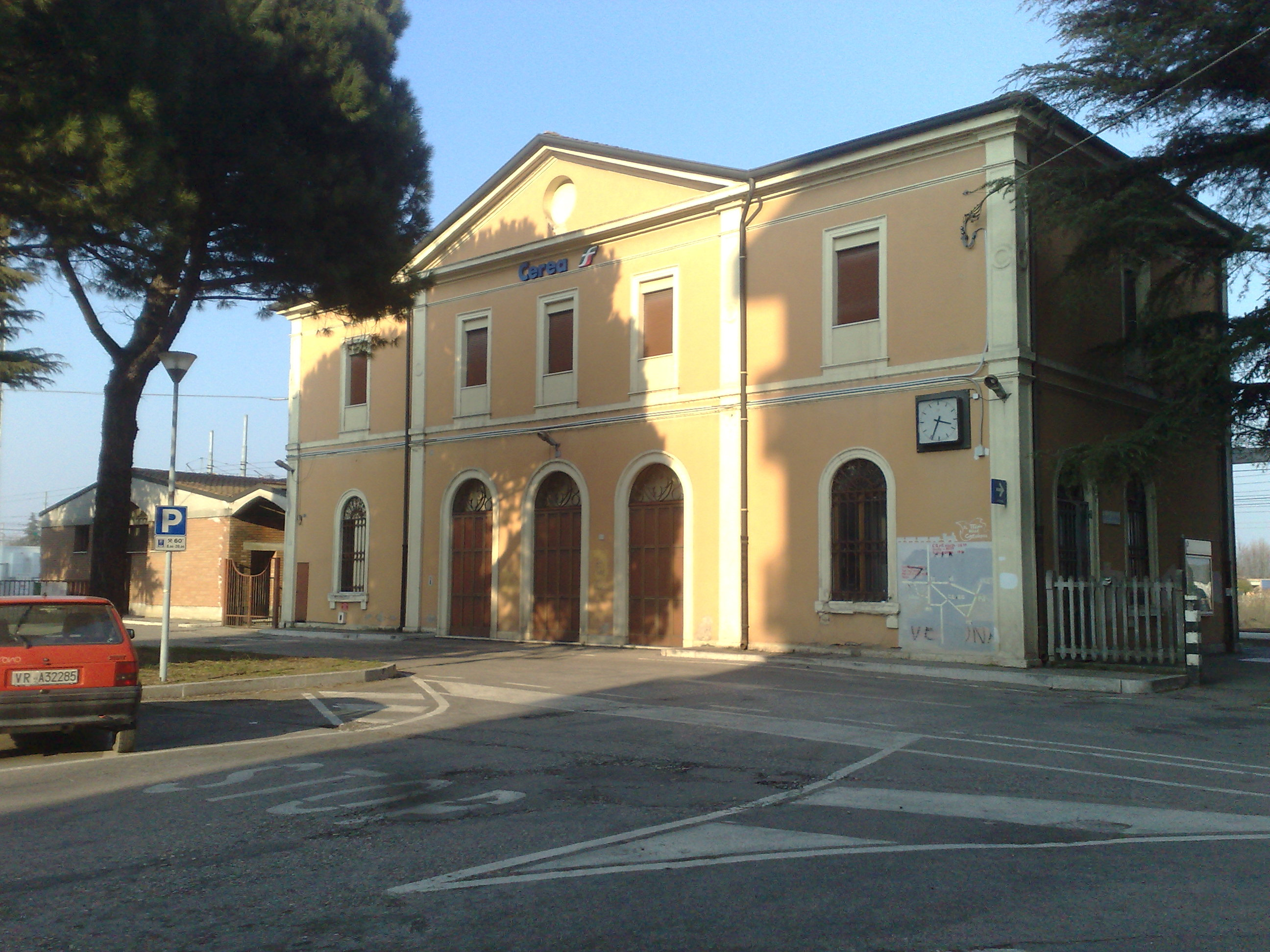
La Stazione di Cerea

La cittadina è servita da treni regionali di Trenitalia, con una stazione in centro cittadino. 

Le linee passanti sono Mantova – Monselice e Verona – Rovigo. Tra il 1934 e il 1965 il territorio era attraversato dalla linea Treviso – Ostiglia ed era presente la stazione di Aselogna.

### Mobilità urbana
I collegamenti interurbani vengono svolti con autoservizi di linea gestiti da ATV e Busitalia - Sita Nord.

## Sport

### Calcio
La società calcistica storica di riferimento per il capoluogo è il Cerea 1912, che conta 9 partecipazioni tra Serie D e campionati interregionali. Disputa gli incontri allo Stadio Pelaloca e il suo colore societario è il granata.
Nel 2017 il titolo sportivo dell'allora società viene ceduto a mezzo fusione al Sona Calcio. Il nuovo club nasce dall'unione delle restanti realtà comunali, ossia Atletico San Vito, Giovane Cerea e Asparetto Cerea Sud. Il sodalizio, fondato come Atletico Città di Cerea, si pone a rappresentanza della tradizione sportiva iniziata nel 1912 e nella stagione 2021/22 disputa il campionato di Promozione.
Dalla stessa stagione è attiva anche l'ASD Cherubine, che milita in Seconda Categoria e ha sede dell'omonima frazione.

### Pallavolo
La società principale è l'A.S.D. Pallavolo Cerea che porta i colori rosso-nero. Fondata nel 1972, nel 2009 la Pallavolo Cerea si fuse con lo Spakkavolley (società pallavolistica di Villabartolomea) prendendo così il nome di Volley 434. Nel giugno del 2014 il consorzio del Volley 434 venne sciolto e la società riprese la denominazione originale.

### Altre società sportive
Altre società sportive insediate nel territorio cittadino sono
- Pallacanestro Cerea
- Team stelle azzurre dei maestri Rigoni
- Gruppo podistico Canguri di Cerea
- Tennis Club Cerea
- Tiro a Segno Nazionale Sezione di Cerea
- Club Pattinatori Cerea
- Veloce Club Cerea 1883
- G.S.K.S. Cerea Karate Shotokan.

## Amministrazione
| Periodo        | Periodo        | Primo cittadino          | Partito                                                                       | Carica                  | Note          |
| -------------- | -------------- | ------------------------ | ----------------------------------------------------------------------------- | ----------------------- | ------------- |
| maggio 1985    | luglio 1990    | Giovanni Antonio Capuzzo | Democrazia Cristiana                                                          | Sindaco                 | [ 19 ]        |
| luglio 1990    | settembre 1993 | Gabriele Lonardi         | Democrazia Cristiana                                                          | Sindaco                 | [ 20 ]        |
| settembre 1993 | giugno 1994    | Gerardino Mattia         |                                                                               | Commissario Prefettizio | [ 21 ] [ 22 ] |
| giugno 1994    | maggio 1998    | Franco Bonfante          | PDS e dal 1998 DS, eletto con lista civica di centro-sinistra "La Coccinella" | Sindaco                 | [ 23 ]        |
| maggio 1998    | maggio 2002    | Franco Bonfante          | DS, eletto con lista civica di centro-sinistra "La Coccinella"                | Sindaco                 | [ 24 ]        |
| maggio 2002    | maggio 2007    | Claudio Tambalo          | Lista civica di centro-sinistra "La Coccinella"                               | Sindaco                 | [ 25 ]        |
| maggio 2007    | maggio 2012    | Paolo Marconcini         | Alleanza Nazionale - con FI-UDC-LN                                            | Sindaco                 | Elezioni 2007 |
| maggio 2012    | giugno 2017    | Paolo Marconcini         | Il Popolo della Libertà - con civica                                          | Sindaco                 | Elezioni 2012 |
| giugno 2017    | giugno 2022    | Marco Franzoni           | Lega dal 2018 - con LN-civica                                                 | Sindaco                 | Elezioni 2017 |
| giugno 2022    | In carica      | Marco Franzoni           | Lega - con FdI                                                                | Sindaco                 | Elezioni 2022 |